# 흥해군
| Daedongyeojido (Gyujanggak) 16-01.jpg |
| Daedongyeojido (Gyujanggak) 17-01.jpg |

흥해군(興海郡)은 현재의 경상북도 포항시 북구 대부분을 관할하던 옛 행정 구역이다. 1914년에 영일군에 편입되어 폐지되었다.

## 역사
- 삼한시대 다벌국(多伐國)의 영역으로 추정된다.
- 신라시대 퇴화군(退火郡)이 되었다.
- 757년 의창군(義昌郡)으로 개칭하고 안강현(安康縣), 기립현(鬐立縣 : 장기), 신광현(神光縣), 임정현(臨汀縣 : 영일), 기계현(杞溪縣), 음즙화현(音汁火縣)을 관할하였다.
- 고려 태조 13년(930년) 흥해군으로 개칭하였고, 현종 9년(1018년)에 경주의 속현이 되었다. 곡강(曲江)이라는 별호가 부여되었다.
- 명종 2년(1172년) 감무를 파견하여 주현으로 승격하였다.
- 공민왕 16년(1367년) 국사(國師) 천희(千熙)의 고향이라 하여 흥해군으로 승격하였다.
- 1895년 23부제 시행으로 동래부 흥해군이 되었다가, 이듬해 경상북도 흥해군이 되었다.
- 1906년 경주군 신광면, 기계면, 북안면 일부를 편입하였다.
- 1913년 4월 1일: 북안면을 영천군(永川郡)에 편입하였다.[1]
- 1914년 3월 1일 영일군에 편입되어 폐지되었다.

## 1914년 이후
| 조선총독부령 제111호  |                | |
| 구 행정구역           | 신 행정구역    | 신 행정구역 |
| 흥해군 동상면(東上面) | 포항면         | 두호동, 양덕동, 여남동, 우현동, 장성동, 창포동, 포항동, 학산동, 환호동 |
| 흥해군 동하면(東下面) | 흥해면         | 곡강동, 남송동, 용한동, 우목동, 죽천동 |
| 흥해군 동부면(東部面) | 흥해면         | 남성동, 망천동, 성내동, 중성동, 학성동 |
| 흥해군 서부면(西部面) | 흥해면         | 마산동, 매산동, 북송동, 약성동, 옥성동 |
| 흥해군 북상면(北上面) | 곡강면(曲江面) | 덕성동, 덕장동, 양백동, 용천동, 용전동 |
| 흥해군 북하면(北下面) | 곡강면(曲江面) | 금장동, 오도동, 칠포동, 흥안동 |
| 흥해군 서면(西面)     | 달전면(達田面) | 성곡동, 초곡동, 학천동 |
| 흥해군 남면(南面)     | 달전면(達田面) | 대련동, 달전동, 유강동, 이인동, 자명동, 학전동 |
| 흥해군 신광면(神光面) | 신광면         | 사정동, 토성동, 호리동, 우각동, 흥곡동, 냉수동, 죽성동, 상읍동, 안덕동, 기일동, 반곡동, 만석동, 마북동                                                                                 |
| 흥해군 기계면(杞溪面) | 기계면         | 현내동, 문성동, 화봉동, 화대동, 내단동, 성계동, 학야동, 봉계동, 고지동, 지가동, 인비동, 남계동, 가안동, 구지동, 계전동, 미현동, 용기동, 관천동, 율산동, 대곡동, 탑정동, 오덕동, 성법동 |

## 같이 보기
- 흥해읍
- 포항시
- 경상도
- 경상북도

1. ↑  조선총독부령 제4호 (1913년 1월 23일)